# Cherchen (missile anti-char)
Pour les articles homonymes, voir Cherchen.
 (avril 2022).
La mise en forme du texte ne suit pas les recommandations de Wikipédia : il faut le « wikifier ».
Les points d'amélioration suivants sont les cas les plus fréquents. Le détail des points à revoir est peut-être précisé sur la page de discussion.
- Les titres sont pré-formatés par le logiciel. Ils ne sont ni en capitales, ni en gras.
- Le texte ne doit pas être écrit en capitales (les noms de famille non plus), ni en gras, ni en italique, ni en « petit »…
- Le gras n'est utilisé que pour surligner le titre de l'article dans l'introduction, une seule fois.
- L'italique est rarement utilisé : mots en langue étrangère, titres d'œuvres, noms de bateaux, etc.
- Les citations ne sont pas en italique mais en corps de texte normal. Elles sont entourées par des guillemets français : « et ».
- Les listes à puces sont à éviter, des paragraphes rédigés étant largement préférés. Les tableaux sont à réserver à la présentation de données structurées (résultats, etc.).
- Les appels de note de bas de page (petits chiffres en exposant, introduits par l'outil «  Source ») sont à placer entre la fin de phrase et le point final[comme ça].
- Les liens internes (vers d'autres articles de Wikipédia) sont à choisir avec parcimonie. Créez des liens vers des articles approfondissant le sujet. Les termes génériques sans rapport avec le sujet sont à éviter, ainsi que les répétitions de liens vers un même terme.
- Les liens externes sont à placer uniquement dans une section « Liens externes », à la fin de l'article. Ces liens sont à choisir avec parcimonie suivant les règles définies. Si un lien sert de source à l'article, son insertion dans le texte est à faire par les notes de bas de page.
- La présentation des références doit suivre les conventions bibliographiques. Il est recommandé d'utiliser les modèles {{Ouvrage}}, {{Chapitre}}, {{Article}}, {{Lien web}} et/ou {{Bibliographie}}. Le mode d'édition visuel peut mettre en forme automatiquement les références.
- Insérer une infobox (cadre d'informations à droite) n'est pas obligatoire pour parachever la mise en page.

Pour une aide détaillée, merci de consulter Aide:Wikification.
Si vous pensez que ces points ont été résolus, vous pouvez retirer ce bandeau et améliorer la mise en forme d'un autre article.
Le Cherchen  ( russe : Шершень ; en français, un frelon) est un missile guidé antichar biélorusse de troisième génération (ATGM), basé sur l'ATGM Skif ukrainien mais qui aurait des capacités supplémentaires,. Il est conçu pour vaincre les véhicules blindés modernes, les objets protégés (tels que les bunkers, les casemates, les emplacements en terre et en bois) et les cibles à basse altitude et à basse vitesse (hélicoptères, drones ).

## Description
La version de base du « Cherchen » se compose d'un trépied, d'un module de combat universel, d'un missile guidé antichar, d'un dispositif de guidage (PN-S) et d'une télécommande, qui permet le contrôle de l'unité jusqu'à 100 m (avec un canal filaire) et jusqu'à 300 m (avec radio). La tâche de combat de l'équipage de deux hommes est d'assembler le Cherchen, de trouver la cible et de lancer le missile. Les procédures de prélancement, qui comprennent l'installation du missile, la connexion PN-S et la mise sous tension de l'unité, prennent moins de 2 minutes. Une fois le missile tiré, l'opérateur contrôle le Cherchen et corrige la visée, si nécessaire, à l'aide du joystick de la télécommande.
Le Cherchen est conçu pour détruire les véhicules blindés équipés d'une armure réactive explosive (ERA) et peut attaquer des cibles fixes et mobiles. Le Shershen dispose également d'un mode de ciblage automatique de Tire et oublie qui ne nécessite pas de suivi manuel d'une cible.
Le missile Р-2В (peut être utilisé avec le Cherchen-Q et unifié avec l'ATGM « Barier-B ») étend la portée maximale à 7 500 m. La possibilité d'utiliser différents types de missiles sans aucune modification du système, en plus d'un large spectre de cibles permet de considérer ce système non seulement comme un ATGM, mais comme un système de tir mobile de défense-assaut pour le soutien de l'infanterie jusqu'au niveau du bataillon.

## Variantes
- Cherchen — version de base.
- Cherchen-L — version légère (portée maximale jusqu'à 2,5 km. )
- Cherchen-D - version avec deux canaux de tir.
- Cherchen-Q - version avec deux canaux de tir et système de levage automatique (ou sans levage automatique) pour installation sur un véhicule.

## Utilisateurs
- Biélorussie[2]
- Géorgie
- Ukraine
- Nigeria[réf. nécessaire]
- Turkmenistan[2]

## Galerie

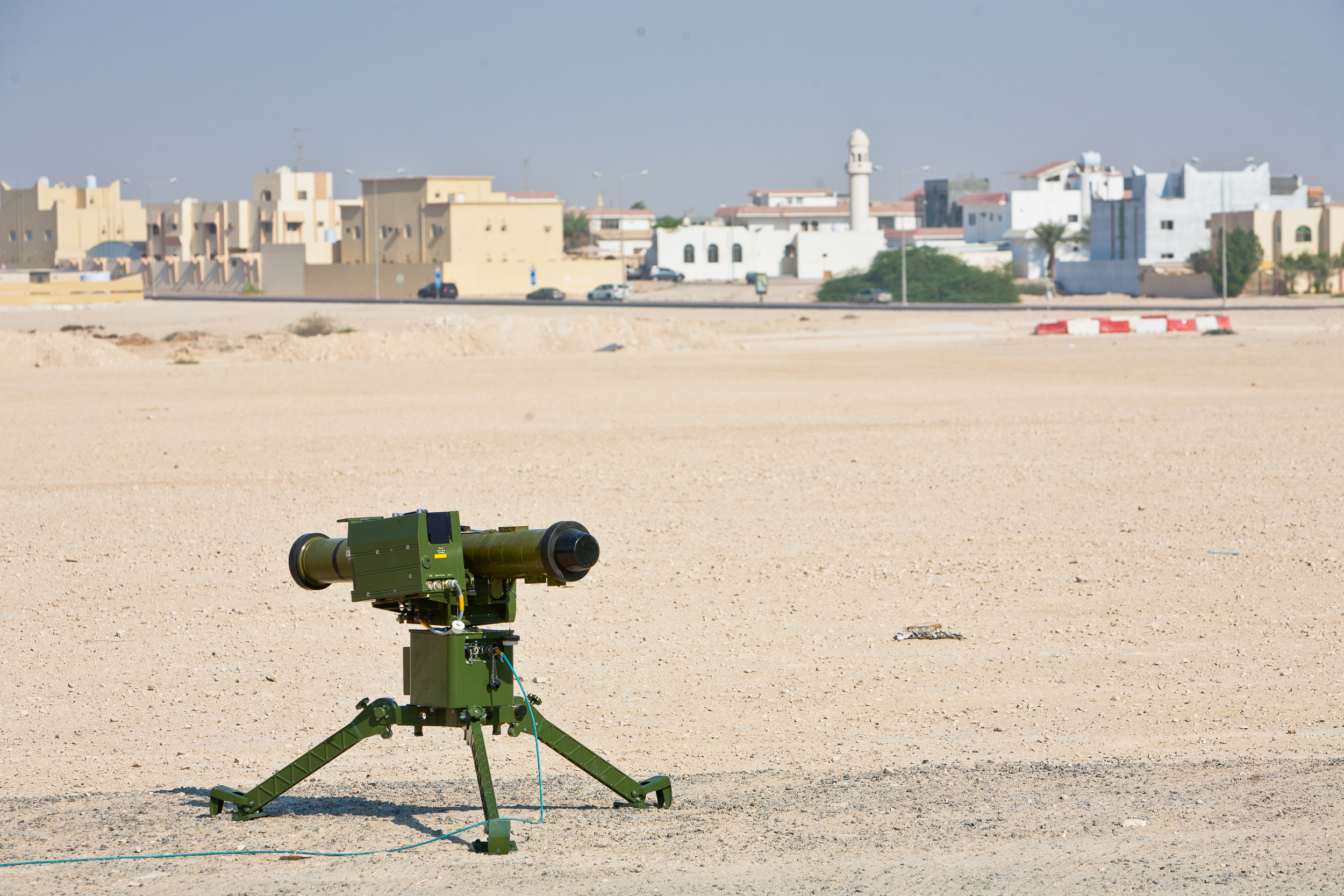
ATGM Cherchen sur position
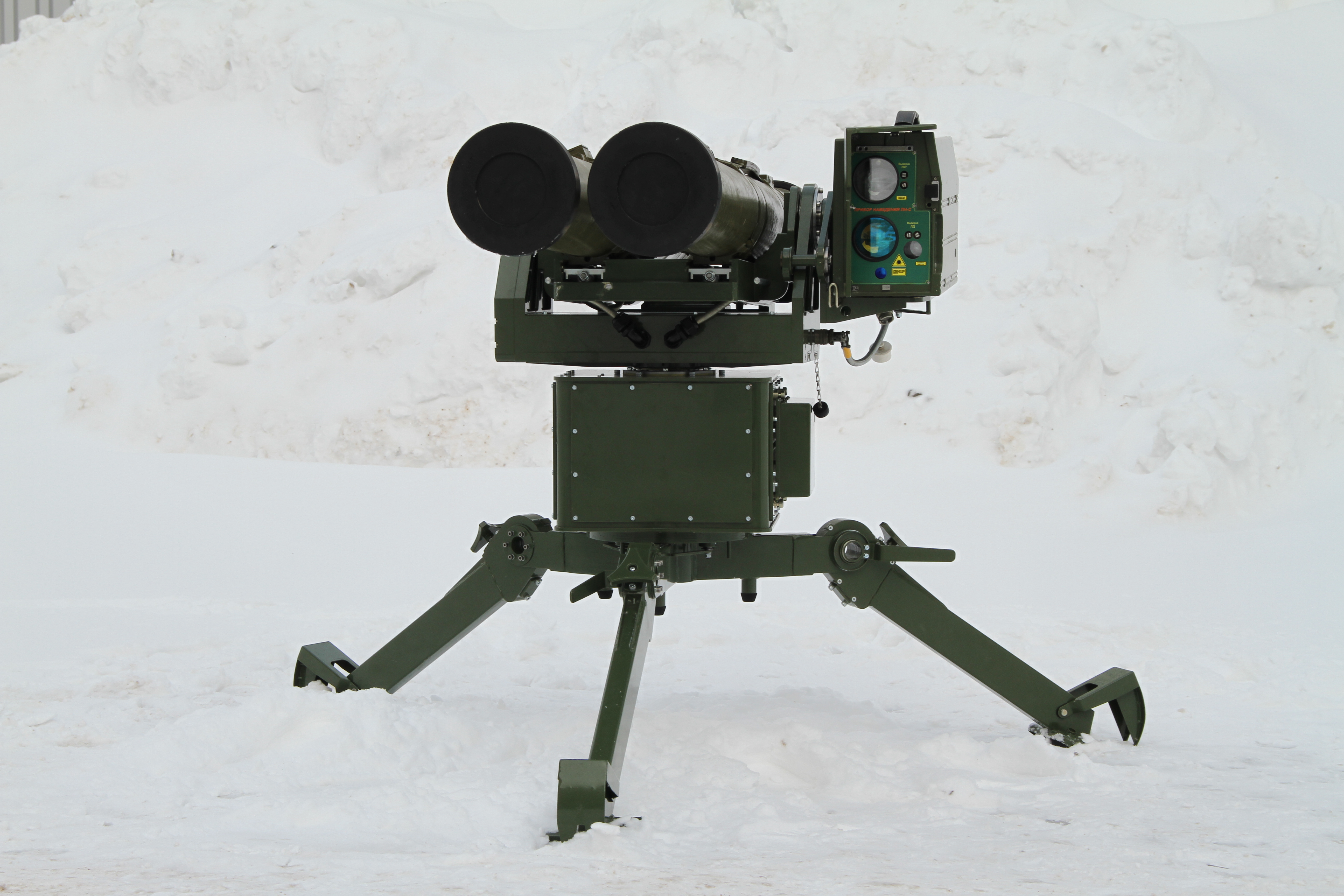
ATGM Cherchen-D
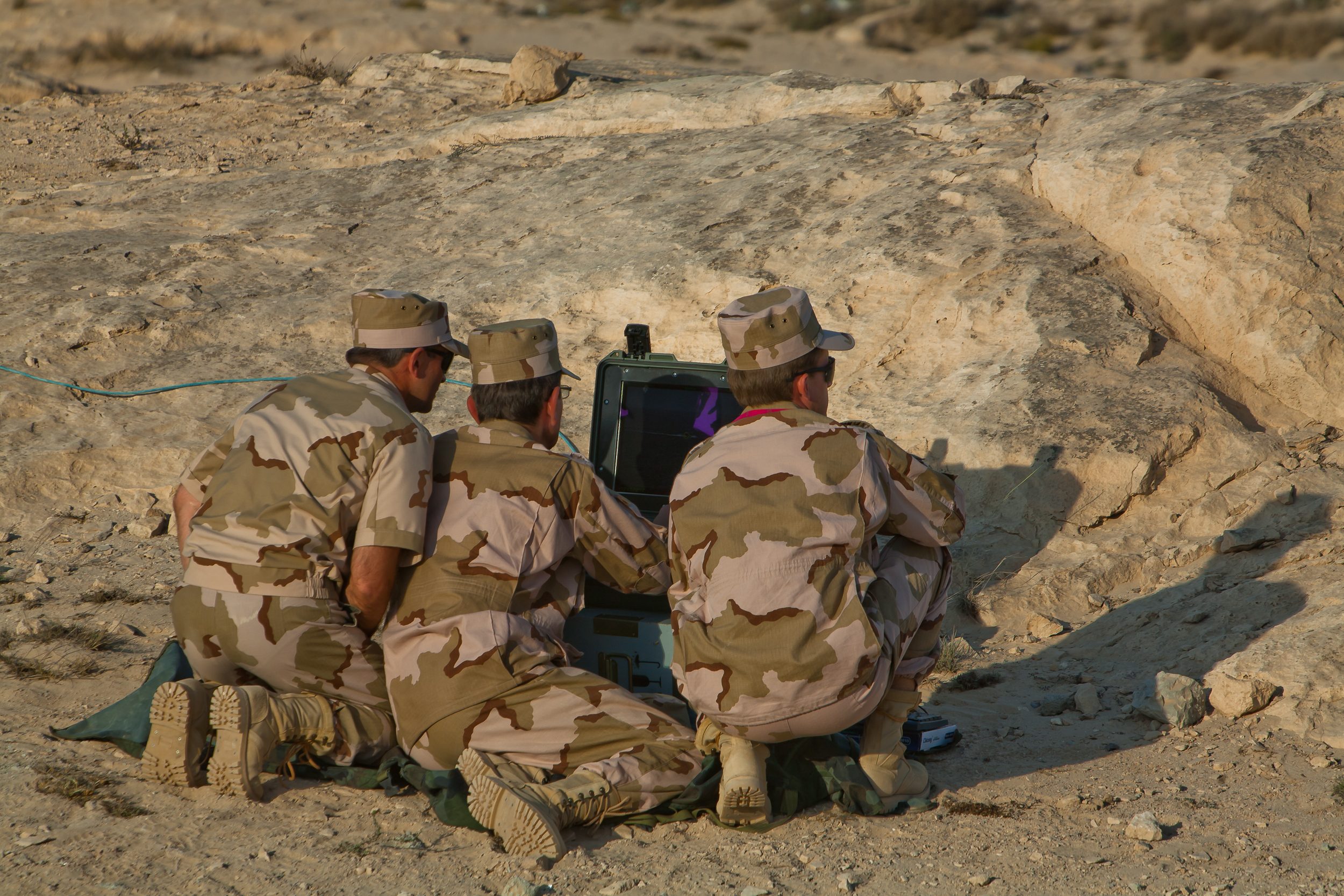
Télécommande ATGM Cherchen
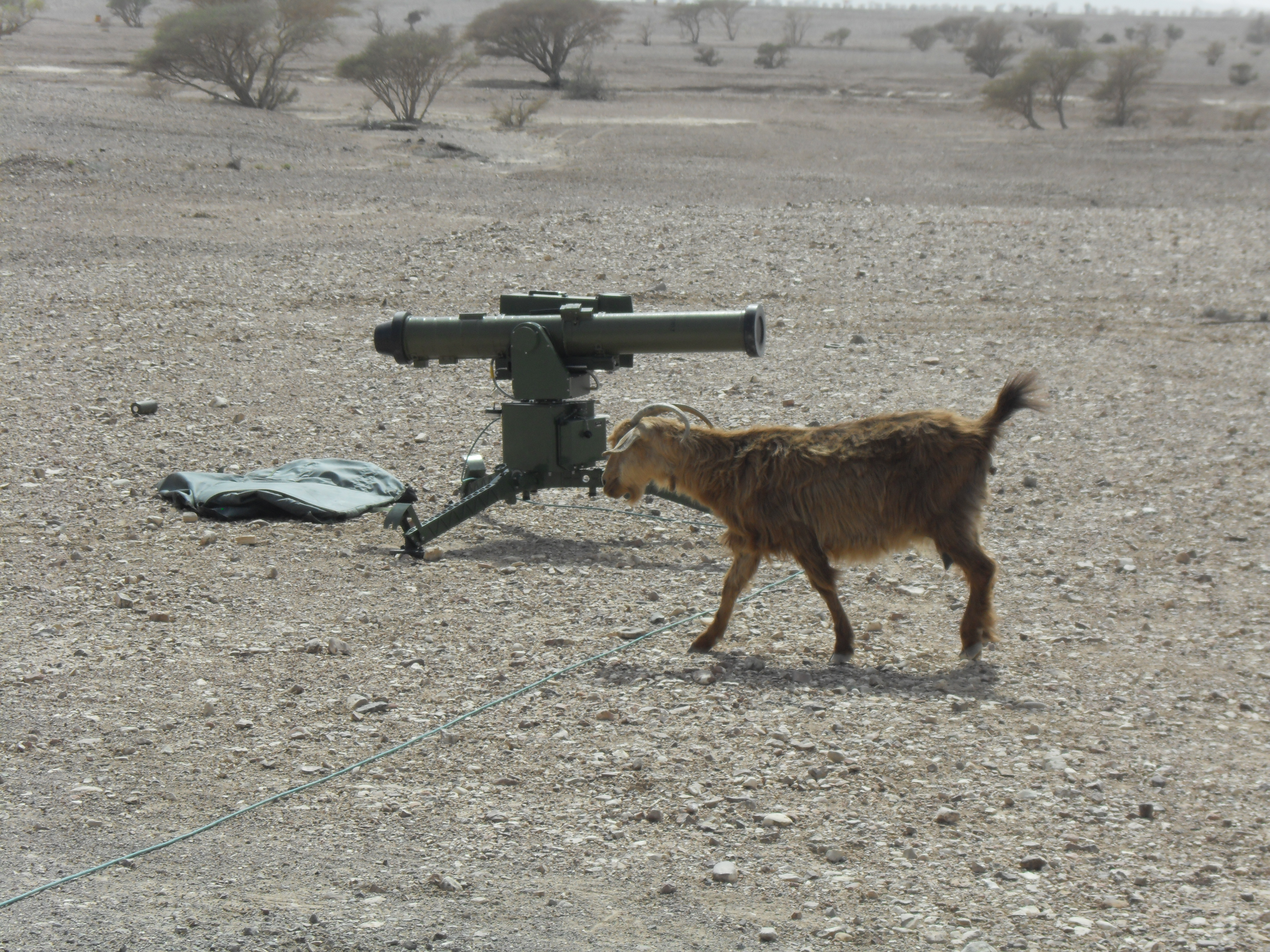
ATGM Cherchen dans des conditions chaudes
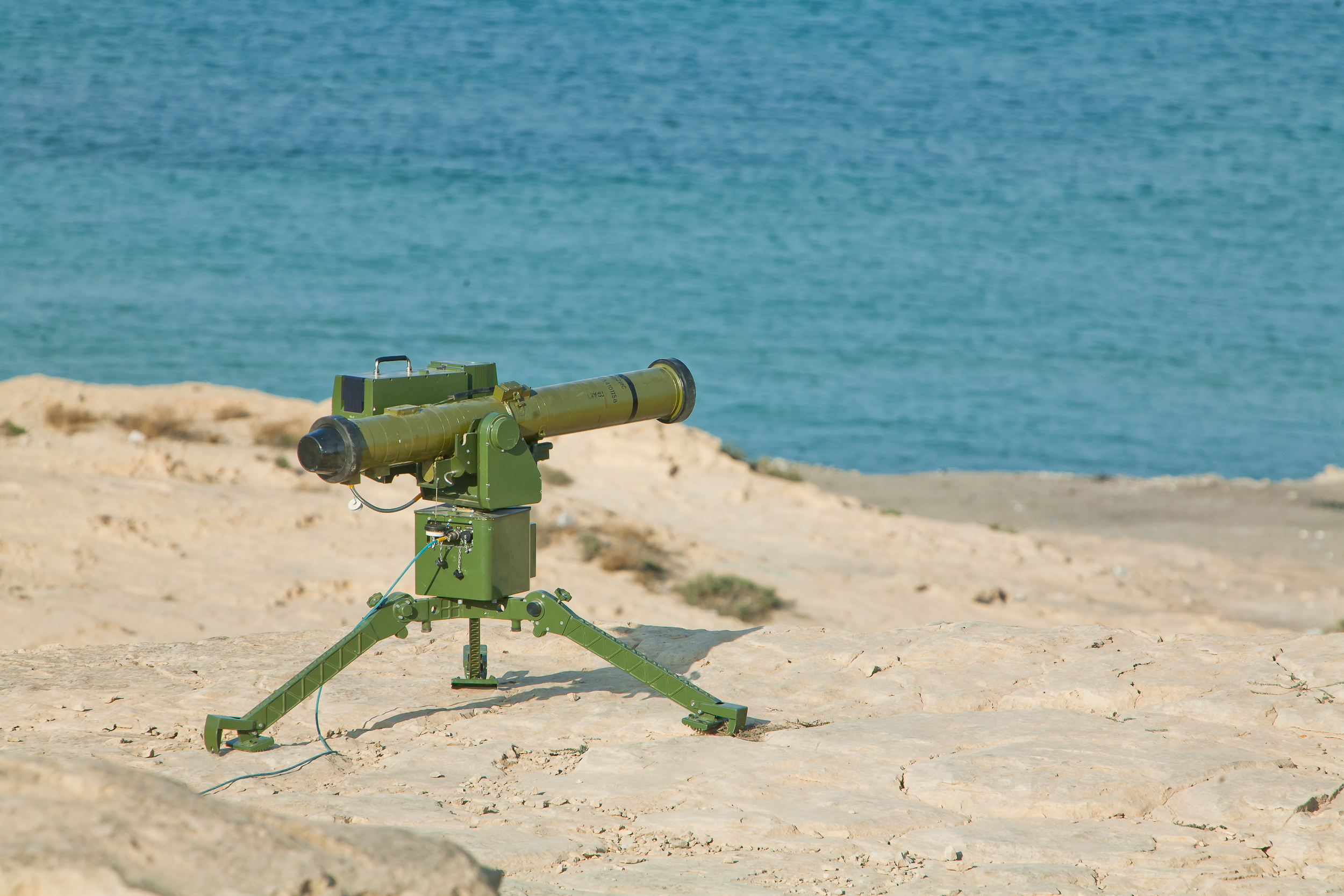
ATGM Cherchen sur la protection du littoral
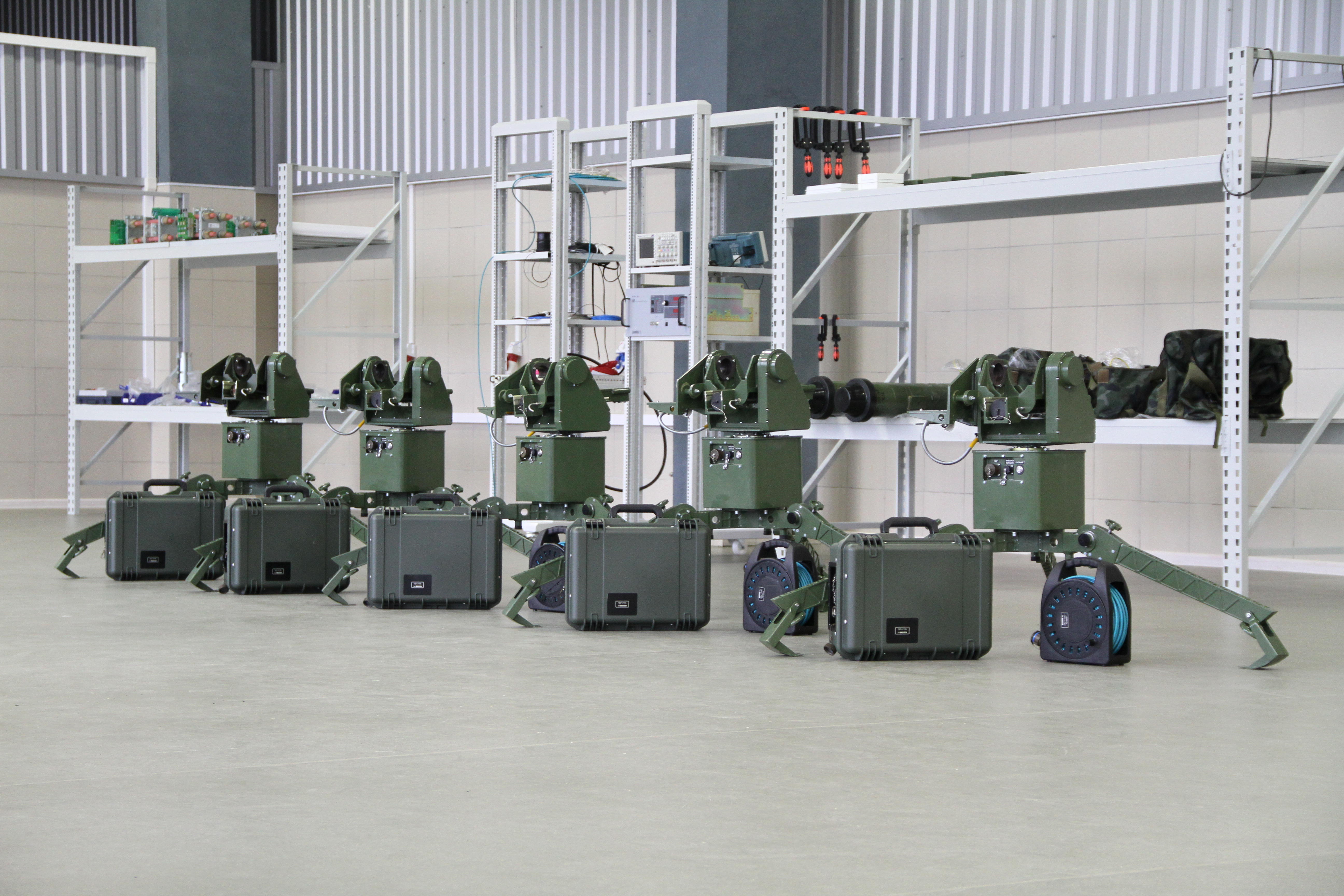
Site de production ATGM Cherchen
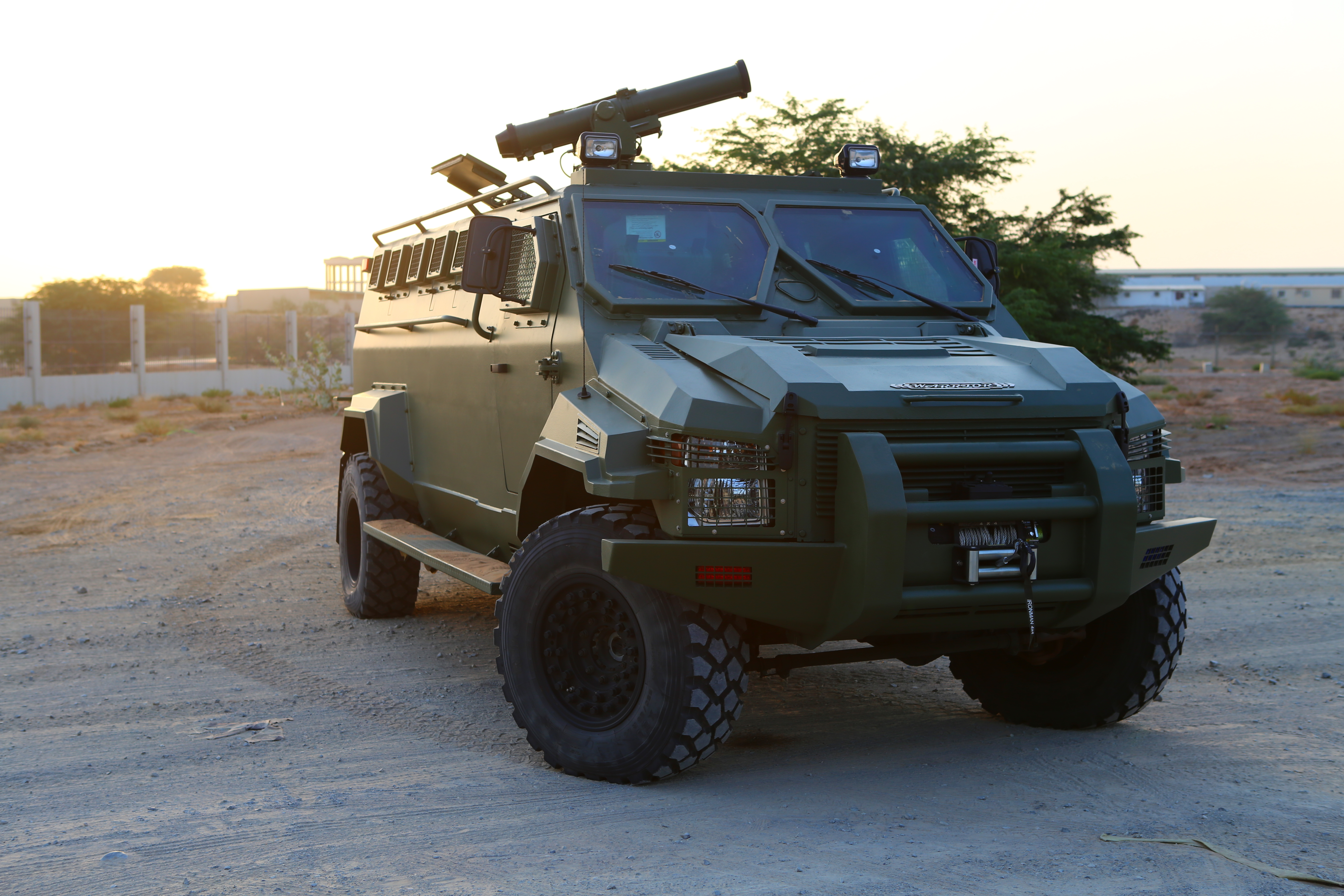
ATGM Cherchen-DM sur Streit Group Spartan APC